# 在ガーナ日本国大使館
在ガーナ日本国大使館（英語: Embassy of Japan in Ghana）は、ガーナの首都アクラにある日本の大使館。

## 沿革
- 1952年4月、サンフランシスコ平和条約の発効により日本国が独立、当時ガーナを領有していたイギリスも同条約締結国のうちの一国[1]。
- 1957年3月、ガーナがイギリスから独立し、日本は直ちに独立を承認、両国の間で国交が樹立された[2][3]。
- 1959年3月、在ガーナ日本国大使館が開設される[2]。
- アクラの大使館が在リベリア日本国大使館（英語: Embassy of Japan in Liberia）の兼轄を開始する[4]。
- アクラの大使館が在シエラレオネ日本国大使館（英語: Embassy of Japan in Sierra Leone）の兼轄を開始する[4]。

## 住所

### 所在地
| 日本語 | アクラ市西地区野口英世通り                         |
| 英語   | Dr. Hideyo Noguchi Street, West Cantonments, Accra |

## 著名な在勤者
- ジョン・ドラマニ・マハマ - 第7代ガーナ大統領